# 俄罗斯正教会灵妙山圣西麦翁堂

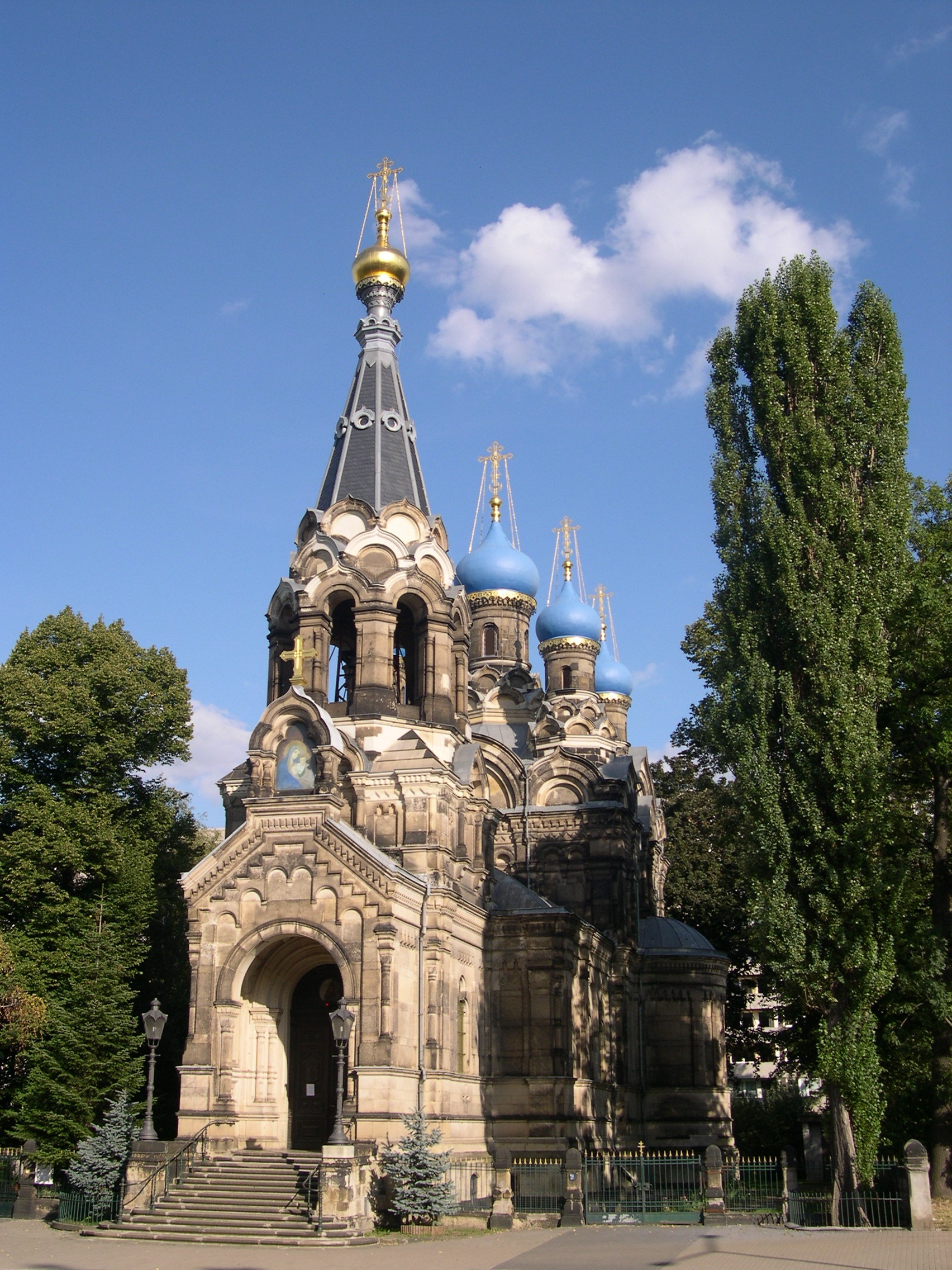
德累斯顿俄罗斯正教会教堂

俄罗斯正教会灵妙山圣西麦翁堂（德语：Russisch-Orthodoxe Kirche des Heiligen Simeon vom wunderbaren Berge）是德国东部城市德累斯顿的一个俄罗斯正教会教堂。
该建筑是由哈拉尔德·朱利叶斯·冯·博塞和卡尔魏森巴赫设计，建于1872年至1874年。
该堂供奉柱居修士圣西麦翁（幼者）。
51°02′01″N 13°43′53″E / 51.03361°N 13.73139°E